# Doigravanje za prvenstvo Banovine Hrvatske u nogometu 1940./41.
Doigravanje za prvenstvo Banovine Hrvatske u nogometu 1940./41. bilo je nogometno prednatjecanje za Hrvatsku ligu koje je organizirao Hrvatski nogometni savez. Utakmice prednatjecanja odigrane su u srpnju i kolovozu 1940. godine.

## Natjecateljski sustav
Prvaci četiri nogometna podsaveza na području Hrvatskog nogometnog saveza igrali su po dvostrukom kup sustavu poluzavršnicu (1. krug) i završnicu (2. krug). Pobjednik završnice i najslabije plasirana momčad Hrvatskog nogometnog saveza iz Hrvatsko - slovenske lige 1939./40. međusobnim utakmicama (3. krug) odlučivali su o devetom članu Hrvatske lige 1940./41.

## Sudionici natjecanja
| Podsavez                      | Klub                 | Plasman u prošloj sezoni             | Doigravanje |
| ----------------------------- | -------------------- | ------------------------------------ | ----------- |
| Zagrebački nogometni podsavez | Željezničar (Zagreb) | prvak podsaveza                      | 1. krug     |
| Zagrebački nogometni podsavez | Slavija (Varaždin)   | 8. mjesto u Hrvatsko-slovenskoj ligi | 3. krug     |
| Splitski nogometni podsavez   | Građanski (Šibenik)  | prvak podsaveza                      | 1. krug     |
| Osječki nogometni podsavez    | Građanski (Požega)   | prvak podsaveza                      | 1. krug     |
| Sušački nogometni podsavez    | Orijent (Sušak)      | prvak podsaveza                      | 1. krug     |

## Rezultati

### 1. krug
| Datum            | Mjesto  | Momčadi                                   | Rezultat |
| ---------------- | ------- | ----------------------------------------- | -------- |
| 15. srpnja 1940. | Požega  | Građanski (Požega) - Željezničar (Zagreb) | 1:5      |
| 28. srpnja 1940. | Zagreb  | Željezničar (Zagreb) - Građanski (Požega) | 4:1      |
| 15. srpnja 1940. | Sušak   | Orijent (Sušak) - Građanski (Šibenik)     | 4:2      |
| 22. srpnja 1940. | Šibenik | Građanski (Šibenik) - Orijent (Sušak)     | 2:1      |

### 2. krug
| Datum              | Mjesto | Momčadi                                | Rezultat |
| ------------------ | ------ | -------------------------------------- | -------- |
| 4. kolovoza 1940.  | Sušak  | Orijent (Sušak) - Željezničar (Zagreb) | 1:2      |
| 11. kolovoza 1940. | Zagreb | Željezničar (Zagreb) - Orijent (Sušak) | 5:0      |

### 3. krug
| Datum              | Mjesto   | Momčadi                                   | Rezultat |
| ------------------ | -------- | ----------------------------------------- | -------- |
| 15. kolovoza 1940. | Zagreb   | Željezničar (Zagreb) - Slavija (Varaždin) | 1:0      |
| 18. kolovoza 1940. | Varaždin | Slavija (Varaždin) - Željezničar (Zagreb) | 1:2      |

- Željezničar se plasirao u Hrvatsku ligu.
- Varaždinska Slavija je odlukom HNS-a od 20. kolovoza 1940. uvrštena u Hrvatsku ligu kao 10. član